# Alison Avoine
Alison Avoine (Le Cateau-Cambrésis, 5 januari 2000) is een Frans wielrenster. Haar oudere broer Kévin is ook wielrenner.

## Carrière
In 2022 maakte Avoine de overstap naar St Michel-Auber93. Namens die ploeg reed ze dat jaar onder meer Parijs-Roubaix en de Ronde van Frankrijk. Ondanks een zonnesteek in de eerste etappe van de Tour eindigde ze na acht ritten op plek 108 in het klassement. In 2024 reed ze de Tour niet uit, om een jaar later weer terug te keren en op plek 123 (als een-na-laatste) eindigde.

## Resultaten in voornaamste wedstrijden
| Jaar | Ronde van Italië | Ronde van Frankrijk | Ronde van Spanje |
| ---- | ---------------- | ------------------- | ---------------- |
| 2022 |                  | 108e                |                  |
| 2023 |                  |                     |                  |
| 2024 |                  | opgave              |                  |
| 2025 |                  | 123e                |                  |

| Jaar | Ronde van Vlaanderen | Parijs-Roubaix |
| ---- | -------------------- | -------------- |
| 2022 |                      | 89e            |
| 2023 |                      | 94e            |
| 2024 |                      | 79e            |
| 2025 | opgave               | opgave         |

## Ploegen
- 2022 –  St Michel-Auber93
- 2023 –  St Michel-Mavic-Auber93
- 2024 –  St Michel-Mavic-Auber93
- 2025 –  St Michel-Preference Home-Auber93